# Kazimierz Wyziński

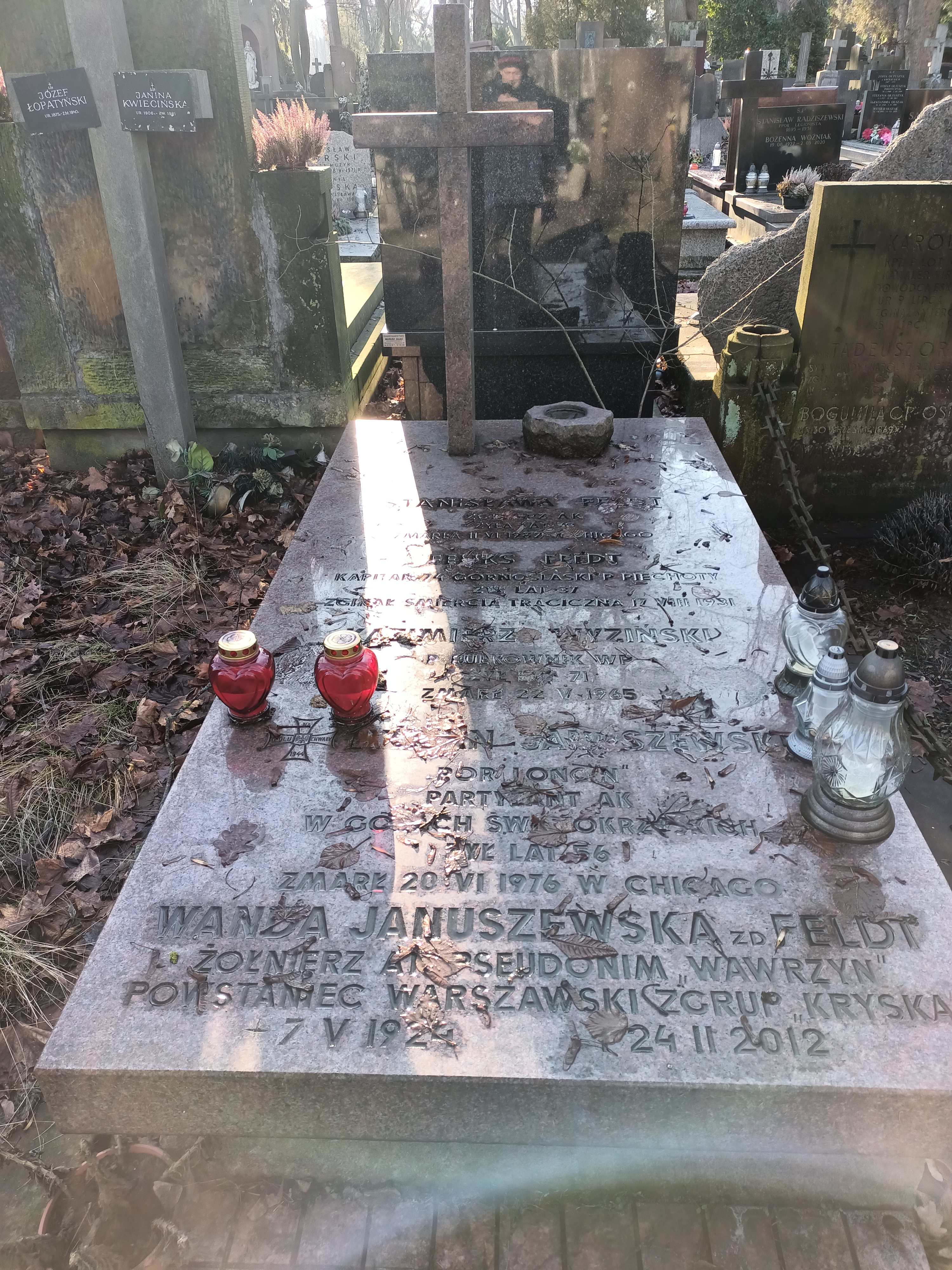
Grób Kazimierza Wyzińskiego na Cmentarzu Wojskowym na Powązkach

Kazimierz Marian Wyziński (ur. 16 lutego 1894 w Ciechanowie, zm. 22 maja 1965) – major piechoty Wojska Polskiego.

## Życiorys
Urodził się 16 lutego 1894 w Ciechanowie, w rodzinie Konstantego i Apolonii z Kurzypińskich. Był bratem działaczy niepodległościowych: Wacława ps. „Wyrwa” (1897–1947), majora piechoty Wojska Polskiego, odznaczonego Krzyżem Niepodległości i Jana ps. „Podlaski” (ur. 1900), przemysłowca, odznaczonego Medalem Niepodległości.
Do Wojska Polskiego został przyjęty z byłych Korpusów Wschodnich i byłej armii rosyjskiej.
Był przydzielony do Wojskowego Więzienia Śledczego Nr I w Warszawie na stanowisko referenta oświatowego. W kwietniu 1923 wrócił do macierzystego 15 pułku piechoty w Dęblinie. W listopadzie 1925 został przydzielony do Powiatowej Komendy Uzupełnień Warszawa Miasto I na stanowisko oficera instrukcyjnego. W lutym 1926 został przeniesiony do 36 pułku piechoty Legii Akademickiej w Warszawie. Był dowódcą kompanii szkolnej.
Na stopień majora został mianowany ze starszeństwem z 1 stycznia 1931 w korpusie oficerów piechoty. W marcu 1932 został przeniesiony z 21 pułku piechoty w Warszawie do 41 pułku piechoty w Suwałkach na stanowisko dowódcy batalionu. W kwietniu 1935 został przesunięty na stanowisko kwatermistrza, a w sierpniu tego roku przeniesiony do Powiatowej Komendy Uzupełnień Suwałki na stanowisko komendanta. W 1938 dowodzona przez niego jednostka została przemianowana na Komendę Rejonu Uzupełnień Suwałki, a zajmowane przez niego stanowisko otrzymało nazwę „komendant rejonu uzupełnień”. 
W czasie okupacji był członkiem ZWZ i podpułkownikiem AK. Aresztowany 24 maja 1944, osadzony na Pawiaku, wywieziony do obozu Stutthof (nr więzienny 36201), a następnie więziony w Wejherowie.
Przeżył wojnę. Zmarł 22 maja 1965. Spoczywa na Cmentarzu Wojskowym na Powązkach (kwatera B 17-1-12).

## Ordery i odznaczenia
- Złoty Krzyż Zasługi – 10 listopada 1938 „za zasługi w służbie wojskowej”[22][23][24]

25 czerwca 1938 Komitet Krzyża i Medalu Niepodległości odrzucił wniosek o nadanie mu tego odznaczenia.